# Pura sangre (telenovela colombiana)
Pura sangre es una telenovela colombiana producida por RCN Televisión en 2007, escrita por Mauricio Navas, Conchita Ruiz y Tania Cárdenas.
Esta protagonizada por Rafael Novoa y Marcela Mar con las participaciones antagónicas de Kathy Sáenz, Alejandro López, Andrés Juan, Juan Pablo Gamboa y el primer actor Pepe Sánchez quien interpretó un doble personaje. Contó también con las actuaciones especiales de Alejandra Borrero y Carmenza Gómez.
Fue una producción multipremiada en varios certámenes, entre ellos fue la gran ganadora en la entrega de los Premios India Catalina 2008, llevados a cabo durante el marco del 48.ª versión del Festival Internacional de Cine de Cartagena, llevándose El premio a mejor libreto de Telenovela para Maurico Navas, Tania Cárdenas Paulsen y Conchita Ruiz. Entre otros premios, también obtuvo el galardón más esperado, en la categoría de Mejor Telenovela, sus creadores y director también fueron premiados. En los Premios TV y Novelas de Colombia también logró los reconocimientos más importantes, como el de Telenovela Favorita; sus protagonistas Rafael Novoa, Kathy Sáenz y Pepe Sánchez fueron premiados como mejor actor protagónico de telenovela, figura del año, y mejor villana y villano, respectivamente.

## Sinopsis
A mediados de los años 40 en la Sabana de Bogotá, el rico hacendado Pedro Nel Lagos mantiene una relación extramarital con su ama de llaves Ana Gregoria Beltrán a quien su patrón le regala un diario el día de su cumpleaños. Sin embargo, la esposa de Pedro Nel, Clemencia, ha descubierto el romance entre su esposo y la empleada y al saber que esta ha concebido un hijo de Pedro Nel le ordena seguir escribiendo en el diario (en realidad propiedad de Clemencia pero robado por Pedro Nel) y cuando Ana Gregoria da a luz a su hijo, bautizado posteriormente como Eusebio, es expulsada con el niño de la hacienda siendo acogidos por un herrero de Chia llamado Atila. María, empleada de los lagos, pese a ser niña, es testigo de lo ocurrido. 8 meses después Pedro Nel y Clemencia tienen un hijo al que llaman Alejandro.
No muchos años después, una niña llamada Regina Castaño, hastiada de los maltratos recibidos por parte de sus padres, incendia la casa con ellos adentro siendo acogida por el ahora poderoso Eusebio Beltrán quien se convierte en su tutor y la protege. No obstante, al llegar Regina a los 17 años da a luz un bebé con Eusebio quien se encarga de entregar la criatura a Cleotilde, una mujer cruel, y hacerle creer a Regina que el bebé era niño y había nacido muerto.
Años después; en 1990 Regina Castaño bajo la identidad de Paulina Riascos será el instrumento del mal por medio del cual su oscuro tutor cobrará, lenta y despiadadamente, una vieja deuda de sangre contra la familia Lagos. Para ello, Paulina, deberá entrar en sus vidas, dejar viudo a Alejandro Lagos, casarse con él, ganarse a su familia, llevar sus empresas a la cima y después destruirlos a todos por completo hasta no dejar ni una sola gota de sangre de estos. La infancia de Florencia Lagos (Marcela Mar) y Eduardo Montenegro (Rafael Novoa) ha transcurrido sin sobresaltos, ignoran que sus vidas son el instrumento a través del cual una vieja deuda de sangre comenzará a ser cobrada. Eduardo es hijo de María (Carmenza Gómez), el ama de llaves de la familia Lagos, y Florencia es la menor de los cinco hijos de Alejandro Lagos (Pepe Sánchez), orgulloso criador de caballos de Pura Sangre y propietario de PROLASA (PROductos LÁcteos de La SAbana) una gran empresa de lácteos.  La historia de amor de Florencia y Eduardo será afectada por Paulina (Kathy Sáenz), quien aparece en sus vidas siguiendo órdenes de un misterioso personaje llamado Eusebio Beltrán, desconocido medio-hermano de Alejandro Lagos, que la obliga a cumplir con el objetivo de acabar con la fortuna de la familia Lagos y destruir la vida de Alejandro Lagos y de sus hijos. Luego de que Paulina logra acercarse a la familia Lagos mediante engaños, asesina a la primera esposa de Alejandro y se convierte en su segunda esposa. Será su personaje el encargado de ejecutar todas las acciones que añaden conflicto a la historia. 
A su paso, Paulina Riascos le destruye la vida al hijo de María, la cocinera, quien es la única que conoce la verdadera identidad de Eusebio Beltrán, su oscuro tutor. Eduardo regresa luego de 17 años para ver morir a su desdichada madre y bajo el nombre de Marco Vieira, vengarse de todo cuanto les ha hecho "La Hiena" (como conocen a Paulina), pero más que eso, recuperar el amor de Florencia. A base de una mentira Paulina consigue que Eduardo sea alejado de Florencia por 17 años, tiempo tras el cual él regresa convertido en un hombre y descubre la secuencia de humillaciones y maltratos a los que su madre ha sido sometida por Paulina Riascos, además de las vidas arruinadas de sus amigos más cercanos también por parte de Paulina. Furioso decide vengarse. Aprovechando el paso del tiempo y que muchos de sus antiguos conocidos no le reconocen, Eduardo decide cambiar su identidad y adopta el nombre de Marco Vieira, con el objeto de acercarse a la familia Lagos y cobrar venganza por la muerte prematura de su madre. Para ello se vale de su prestigioso puesto en una Corporación y de la ayuda de su adinerado amigo Mike. De ese modo inicia su búsqueda de justicia, sabiendo en el fondo que la verdadera causante de todos los terribles acontecimientos es Paulina Riascos.
Poco a poco Eduardo descubrirá que sigue enamorado de Florencia Lagos y colaborará con ella para desenmascarar los motivos por los cuales durante tantos años Paulina Riascos estuvo al servicio de los maléficos planes de Eusebio Beltrán. 
Algunas subtramas de la historia suceden en torno a los demás hermanos de Florencia Lagos: 
- Simón: Hermano mayor de Florencia, un simpático joven quien por designios del azar termina conociendo y enamorándose de la hija de Paulina Riascos, Lucía, a quien se creía muerta al nacer.
- Federico: Hermano mayor; un ambicioso y déspota ejecutivo que es engañado por su esposa al no poder satisfacer sus deseos de engendrar un hijo pero que al saberlo no le importará con tal de acceder a la herencia que Alejandro le prometió a su primer nieto.
- Camilo: Hermano mayor; un joven perverso, sexista, mujeriego y egoísta acostumbrado a hacer su voluntad aún a costa de abusar de otros y humillarlos.
- Irene: Hermana mayor de Florencia; descubre tempranamente las intenciones malignas de Paulina Riascos y es enviada por esta a un centro psiquiátrico durante 17 años, de donde será rescatada por Eduardo a su regreso.

El melodrama se desarrolla en torno al entrecruzamiento de estos protagonistas y otros personajes secundarios. La telenovela se teje con un toque de suspenso que se sostiene durante toda la historia hasta un desenlace típico en que triunfa la justicia y los villanos pagan sus fechorías

## Elenco
- Rafael Novoa como Eduardo Montenegro Suárez/Marco Vieira
- Marcela Mar como Florencia Lagos Román
- Kathy Sáenz como Paulina Riascos de Lagos/Regina Castaño "la Hiena"
- Pepe Sánchez  como Alejandro Lagos/Eusebio Beltrán/Eusebio Lagos Beltrán
- Helga Díaz como Irene Lagos Román
- Juan Pablo Gamboa como Federico Lagos Román/Pedronel Lagos
- Andrés Juan como Camilo Lagos Román
- Manuel José Chávez como Simón Lagos Román
- Silvia de Dios como Susana Suescún de Lagos
- Edgardo Román como Atila Carranza
- Alejandro López como Renato León Fábregas
- Carlos Hurtado como Arístides Bocanegra
- Juliana Galvis como Silvia Vallejo
- Carolina Cuervo como Azucena Flores de Chaparro
- Alejandra Sandoval como Lucía Velandia/Lucía Beltrán Castaño/Lucía Lagos Castaño
- Carlos Manuel Vesga como Isidro Chaparro
- Fernando Arévalo como 'Dr. Rodolfo Ortegón
- Jenny Osorio como Margarita Flores
- Marcela Benjumea como Rosa Flores
- Manuel Sarmiento como Samuel Delgado
- Diego Vélez como Padre Matías
- Ramsés Ramos como Freddy William Castilblanco
- César Badillo como Isaac Newton
- Claudia Aguirre como Iliana
- Inés Prieto como Inés Bueno
- Claude Pimont como Francisco de Paula
- Julio Pachón como Facundo Matamala
- María Fernanda Yépes como Natalia / Venus
- Renata González como Marcela Carranza
- Jason Chad Roth como Mike Horton
- Margalida Castro como Clotilde
- Jaime Barbini como José María Cabal
- Diego Sarmiento como Horacio Lacross
- Alejandra Borrero como Genoveva Román de Lagos
- Carmenza Gómez como María Suárez de Montenegro
- Martina García como Ana Gregoria Beltrán
- Roberto Marín como Hugo
- Adriana Arango como Clemencia Román de Lagos
- Guy Davidyan como Enrique Preciado
- Laura Perico como Irene Lagos (niña)
- Etty Grossman como Florencia Lagos (niña)
- Federico Rivera como Kojac
- Marcela Valencia como Candelaria

## Premios y nominaciones

### Premios TVyNovelas
| Año  | Categoría                               | Nominado(a)          | Resultado |
| ---- | --------------------------------------- | -------------------- | --------- |
| 2008 | Telenovela favorita                     | Telenovela favorita  | Ganadora  |
| 2008 | Actor protagónico favorito              | Rafael Novoa         | Ganador   |
| 2008 | Actriz protagónica favorita             | Marcela Mar          | Nominada  |
| 2008 | Villana favorita                        | Kathy Sáenz          | Ganadora  |
| 2008 | Villano favorito                        | Pepe Sánchez         | Ganador   |
| 2008 | Actor revelación favorito               | Jason Bawth Chad     | Nominado  |
| 2008 | Actriz revelación favorita              | Renata González      | Nominada  |
| 2008 | Personaje masculino que se robó el show | Andrés Juan          | Nominado  |
| 2008 | Personaje femenino que se robó el show  | María Fernanda Yepes | Nominada  |
| 2008 | Tema musical favorito                   | «Pura sangre»        | Nominado  |
| 2008 | Figura Favorita de 2007                 | Rafael Novoa         | Ganador   |

### Premios India Catalina
| Año  | Categoría                                     | Nominado(a)                                   | Resultado |
| ---- | --------------------------------------------- | --------------------------------------------- | --------- |
| 2008 | Mejor telenovela                              | Mejor telenovela                              | Ganadora  |
| 2008 | Mejor actor protagónico de telenovela         | Rafael Novoa                                  | Ganador   |
| 2008 | Mejor actriz protagónica de telenovela        | Marcela Mar                                   | Nominada  |
| 2008 | Mejor actriz antagónica de telenovela         | Kathy Sáenz                                   | Ganadora  |
| 2008 | Mejor actor antagónico de telenovela          | Pepe Sánchez                                  | Nominado  |
| 2008 | Mejor actriz o actor de reparto de telenovela | Carmenza Gómez                                | Nominada  |
| 2008 | Mejor libreto original de telenovela          | Mauricio Navas, Conchita Ruiz, Tania Cárdenas | Ganadores |
| 2008 | Mejor director de telenovela                  | Herney Luna                                   | Ganador   |

## Adaptaciones
La cadena mexicana Televisa realizó una adaptación en el 2008, titulada Mañana es para siempre, producida por Nicandro Díaz y protagonizada por Silvia Navarro, Fernando Colunga y Lucero como la villana principal. Curiosamente Rafael Novoa hace una aparición especial en esta adaptación.
La cadena estadounidense Telemundo realizó una adaptación en el 2024, titulada Sed de venganza, siendo adaptada por Eric Vonn y protagonizada por Danilo Carrera, Isabella Castillo y Alexa Martín.